# Hàn vảy
Hàn vảy là quá trình công nghệ nối các chi tiết kim loại (hoặc hợp kim) với nhau thành liên kết không thể tháo rời ở quy mô nguyên tử bằng cách sử dụng nhiệt và một hợp kim bổ sung có nhiệt độ nóng chảy thấp hơn nhiệt độ nóng chảy của kim loại cơ bản, gọi là vảy hàn.
Hàn vẩy thông thường là phương pháp hàn dị chất nghĩa là độ nóng chảy của kim loại đắp phải nhỏ hơn kim loại hàn và kim loại đắp không cùng tính chất với vật hàn. Từ xa xưa do khoa học chưa phát triển người ta sử dụng lò rèn là chính, vì không thể làm chủ đường hàn với các kim loại mỏng khi hàn trên lò. Do đó người xưa dùng thau hàn hay còn gọi là hợp kim của đông với kẽm, sau khi đúc thành thỏi người ta giũa ra lấy mạt để hàn cùng với hàn the. Do để mạt thau dưới ánh sáng mặt trời có hình lấp lánh như vẩy cá từ đó từ hàn vẩy thau.